# Kerosinzuschlag
Der Kerosinzuschlag ist eine flexible Gebühr, die von einer Fluggesellschaft festgelegt wird und von den tagesaktuellen Kerosinpreisen abhängt. Der Kerosinzuschlag ist nicht gesetzlich vorgeschrieben.
Bei einigen Fluglinien werden für diesen Zuschlag andere Bezeichnungen verwendet, beispielsweise YQ Airline Surcharge.

## Beschreibung
Bei Ticketpreisen wird der Kerosinzuschlag unter den Steuern aufgeführt und macht den größten Anteil von diesen aus. Trotzdem verstehen Fluggesellschaften den Kerosinzuschlag als Teil des Flugpreises und behalten ihn bei einer Stornierung des Flugscheins ein, wenn der gebuchte Tarif nicht erstattbar ist. Deshalb handelt es sich hierbei eigentlich um eine versteckte Erhöhung des Flugpreises. 2018 entschied jedoch das Amtsgericht Erding, dass bei einer Stornierung die im Flugpreis enthaltenen Steuern, Gebühren und Entgelte einschließlich des Treibstoffzuschlages zu erstatten sind.
Intern haben die Zuschläge den Vorteil, dass nicht das gesamte Tarifsystem neu berechnet werden muss, wenn die Ölpreise steigen. Um die Flugpreise nicht täglich in allen Systemen und auf allen Preislisten täglich anpassen zu müssen und den Wettbewerbsbestimmungen gerecht zu werden, wird diese Gebühr heute als Zuschlag in den Steuern aufgeführt.

## Geschichte
1998 kostete Rohöl zehn Dollar pro Barrel und Kerosinzuschläge gab es noch nicht. Nach der Jahrtausendwende stiegen die Preise und Mitte der Nullerjahre erhoben viele große Fluggesellschaften einen Zuschlag auf Treibstoff. Damit wollten die Airlines den Kunden zeigen, dass man nichts für die Preiserhöhung könne. Lufthansa verlangt den Zuschlag seit 2007, Air Berlin seit dem Jahr 2008.
Seit der Wintersaison 2011/12 weist Condor als erste Fluggesellschaft den Kerosinzuschlag nicht mehr separat aus. InterSky, AirAsia, Cebu Pacific und Virgin Australia folgten. Auch Ryanair, EasyJet, Germanwings und Cathay Pacific verzichten auf einen Treibstoffzuschlag.

## Kritik
Verbraucherschützer und Politiker fordern immer wieder eine Senkung der Kerosinzuschläge, da die Preise mit dem Argument steigender Energiekosten nach oben getrieben, aber bei sinkenden Ölpreisen nicht gesenkt würden. Einigen Flugportalen wird mangelnde Preistransparenz vorgeworfen, weil die Endpreise nicht sofort erkennbar sind. Trotz der Kritik halten viele Fluggesellschaften an den Kerosinzuschlägen fest.